# کورچه پشت
کرجه پشت، روستایی از توابع بخش مرکزی شهرستان رودسر در استان گیلان ایران است.
نام اصلی آن در منابع و اسناد قدیمی تا دوره پهلوی 《کُرجو پُشت》بود که به مرور به کرجه پشت تغییر نام داده است.
صفحه رسمی این روستا در اینیستاگرام با نام کرجه پشتی ها میباشد

## جمعیت
این روستا در دهستان رضامحله قرار دارد و براساس سرشماری مرکز آمار ایران در سال ۱۳۸۵، جمعیت آن ۸۴۲ نفر (۲۳۳خانوار) بوده‌است.